# المهر (مسلسل)
المهر مسلسل يمني تم إنتاجه عام 1989م. من إخراج عبد العزيز الحرازي وسيناريو قاسم الضاوي. يناقش قضايا اجتماعية مهمة في المجتمع.

## طاقم التمثيل
- نبيل حزام.
- نجيبة عبد الله.
- عبد الله الكميم.
- شكرية الهمداني.
- يحيى إبراهيم.
- أمل إسماعيل.
- حسن علوان.
- أدم سيف.